# Uoshima (Ehime)
La Villa de Uoshima (魚島村 Uoshima-mura?) fue una villa del Distrito de Ochi en la Región de Toyo (東予地方 Tōyo-chihō?) de la Prefectura de Ehime. El 1° de octubre de 2004 se fusiona con el Pueblo de Yuge y las villas de Ikina e Iwagi, formando el Pueblo de Kamijima.

## Características
Limitaba con el Pueblo de Yuge que actualmente es parte del Pueblo de Kamijima del Distrito de Ochi y el Pueblo de Miyakubo también del Distrito de Ochi (en la actualidad es parte de la Ciudad de Imabari), todas en la Prefectura de Ehime. También limitaba con la Ciudad de Kanonji (観音寺市 Kan'onji-shi?) de la Prefectura de Kagawa.
Era una villa constituida por las islas de Uo (魚島 Uo-shima?) y Takaikami (高井神島 Takaikami-shima?) y varias islas menores, aunque deshabitadas.
En 1947 llegó a contar con una población de 1700 habitantes, pero descendió hasta los 290 al momento previo a la fusión, habiendo sido la unidad administrativa más pequeña de Japón Occidental (西日本 Nishi-nihon?). Promocionó la radicación de familias desde otras localidades con lo que pudo evitar el cierre de la escuela, logró que todos los habitantes tuvieran acceso a la red de aguas cloacales y fue la primera localidad de la Prefectura en tener acceso a la televisión por cable. En gran medida gracias al hecho de tratarse de pequeñas islas, y a que los núcleos urbanos estaban concentrados en pequeñas áreas; todo ello llevó a que sea considerada un modelo de isla pequeña para Japón.
Estaba comunicada mediante un servicio de ferry a la Isla Yuge (弓削島 Yuge-shima?).

## Historia
- 1895: se crea la Villa de Uoshima.
- 1906: es absorbida por la Villa de Yuge.
- 1911: se escinde de la Villa de Yuge y pasa a ser Villa de Uoshima.
- 1995: festeja su centenario.
- 2004: el 1° de octubre pasa a formar parte del Pueblo de Kamijima, al fusionarse con el Pueblo de Yuge y las villas de Ikina e Iwagi.